# Els límits de la Fundació
Els límits de la Fundació és la penúltima novel·la de la Saga de la Fundació, escrita per Isaac Asimov, publicada per Doubleday als Estats Units en 1982, i per Bruguera a Espanya en 1983. L'obra va guanyar tant el premi Hugo a la millor novel·la l'any 1983 com el premi Locus a la millor novel·la de ciència-ficció el mateix any, i fou nominada al premi Nebula a la la millor novel·la el 1982.

## Gestació
Escrita 29 anys després de la publicació de l'últim llibre de la Trilogia de la Fundació, La Segona Fundació, i 32 anys després del primer relat de La Fundació, Els límits de la Fundació suposa la tornada d'Asimov a la continuació de la saga. Segons el mateix Asimov, en el pròleg escrit per a Fundació i Terra en 1986, "els afeccionats […] em van demanar que continués la sèrie. Els vaig donar les gràcies, però vaig seguir negant-m'hi. […] Però Doubleday es va prendre aquelles peticions amb molta més serietat que jo". L'editorial va oferir-li de fet un contracte amb una bestreta 10 vegades superior a l'acostumat, demanant-li que elaborés una novel·la de 140.000 paraules: el doble que qualsevol dels volums anteriors, i gairebé el triple de qualsevol relat individual. Per a això, Asimov va haver de rellegir la Trilogia de la Fundació i, com ell mateix diu, "respirant profundament, em vaig posar a la feina".

## Argument
Golan Trevize, conseller de la Primera Fundació, s'interroga sobre la possibilitat de l'existència de la Segona Fundació. Aquesta hauria d'haver estat destruïda, segons la versió oficial, esgotant-se així els seus superpoders mentals que dirigien ocultament els esdeveniments de l'Imperi Galàctic. Després d'una sèrie d'intrigues polítiques, Trevize es veurà obligat a exiliar-se en una astronau, en companyia de l'historiador Janov Pelorat. Però una vegada en l'espai, ambdós decidiran dedicar-se a la recerca de l'antic planeta Terra.
Després de solucionar la vuitena Crisi Seldon, la popularitat de l'alcaldessa Harla Branno està pels núvols. En aquests moments, Golan Trevize, conseller de la Primera Fundació, descobreix que el Pla Seldon segueix executant-se d'una forma tan perfecta que, de fet, les paraules de Seldon eren gairebé equivalents a les de Branno en defensar la seva política (mantenir Términus com a capital de la Fundació) enfront dels seus oponents. Trevize s'oposa al fet que la que la Segona Fundació segueixi existint i mantenir el curs del Pla. Trevize és exiliat immediatament amb la finalitat de buscar el planeta original de la humanitat, la Terra, a causa del temor de Branno que la Segona Fundació actués immediatament.
En la Segona Fundació, un jove Orador prometedor, Stor Gendibal, descobreix que el Pla segueix executant-se perfectament sense cap falla i suposa que hi ha una força més enllà de la Segona Fundació que manté el Pla en curs... de moment. Després de diversos obstacles, Gendibal surt a buscar aquesta tercera força, que resulta ser una superment anomenada Gaia.
Després de diverses aventures, Trevize, juntament amb Branno i Gendibal, acaben en Gaia, on Trevize ha de prendre la decisió concernent al futur de la Galàxia. Hi ha 3 opcions: un Segon Imperi tecnològic de la Primera Fundació, el Segon Imperi mental previst per Seldon i la Segona Fundació, o Galàxia, una Gaia més gran que abasti tota la Galàxia.